# Liquiditätsplan
Der Liquiditätsplan  (englisch cash forecast) ist in Unternehmen ein Teil der Finanzplanung, der sämtliche erwarteten Einzahlungen und Auszahlungen innerhalb einer festgelegten Planungsperiode gegenüberstellt. Im Rahmen der Unternehmensplanung gehört der Liquiditätsplan zur kurzfristigen Finanzplanung, die sich mit operativer Planung befasst. Das Cash Management setzt die Liquiditätsplanung operativ um. Der Planungshorizont erstreckt sich meist von einem Tag bis zu zwölf Monaten, so dass noch relativ hohe Eintrittswahrscheinlichkeiten der Planungsdaten vorliegen. Aufgabe des Liquiditätsplans ist es, die verschiedenen Einzahlungen und Auszahlungen zeitgerecht einzuordnen, mögliche Liquiditätsrisiken frühzeitig aufzudecken und durch geeignete Gegenmaßnahmen zu beseitigen. Der Liquiditätsplan ist ein typisches Beispiel für rollierende Planung, bei der die Pläne fortlaufend aktualisiert und angepasst werden.

## Inhalt
Planungsobjekt sind alle erwarteten Einzahlungen und Auszahlungen (Cashflow), ihre Höhe und der wahrscheinliche Zeitpunkt ihrer Verbuchung. Ausgangspunkt sind ein Einnahmen- und ein Ausgabenplan. Auch andere einnahme- oder ausgabewirksame Teilpläne wie der Investitionsplan und der Kapitalbedarfsplan fließen in den Liquiditätsplan ein. Dabei werden so genannte Liquiditätsspektren berücksichtigt; das sind Verfahren zur Ableitung künftiger Ein- und Auszahlungen aus zeitlich vorgelagerten Betriebsvorgängen:
- Bei den Einnahmen wird der Auftragseingang als Frühindikator für spätere Umsatzerlöse herangezogen,
- bei den Ausgaben dienen die Bestellungen (Material) als Frühindikator für künftige Ausgaben.

Der Liquiditätsplan setzt mithin nicht erst mit der Fakturierung ein, sondern berücksichtigt ihren Ursprung - Auftragseingang oder Bestellung.
```
    
Umsatzerlöse

    + 
Veräußerungserlöse
 aus dem Verkauf von 
Anlage-
 und 
Umlaufvermögen

    + sonstige Einnahmen (
Zinsertrag
, 
Provisionen
)
    + Einnahmen aus 
Eigenkapital
- und/oder 
Fremdkapitalerhöhungen

    = Einnahmen
    - Ausgaben für 
Löhne und Gehälter

    - 
Anschaffungskosten
 für 
Material
 und andere 
Vermögensgegenstände

    - sonstige Ausgaben (
Zinsaufwand
, 
Tilgung
, 
Versicherungsprämien
, 
Steuern
, 
Dividenden
)
    = 
Liquiditätsüberschuss
 / 
Liquiditätsdefizit
```

Abschreibungen werden in der Liquiditätsplanung nicht berücksichtigt, weil sie nicht ausgabewirksam sind. Einnahmewirksam – und damit planungsrelevant – sind hingegen Eigenkapital- und/oder Fremdkapitalerhöhungen. Mögliche Liquiditätsdefizite müssen durch jederzeit abrufbare Kreditlinien und Fazilitäten (verbindliche Kreditzusagen) bei Kreditinstituten aufgefangen werden (Kontokorrentkredite, Stand-by-Kredite), um ein Finanzierungsrisiko zu vermeiden. Ergebnis des Liquiditätsplans ist der erwartete Bestand an Zahlungsmitteln zum Ende der Planungsperiode. Liquiditätsüberschuss (Minimierung der Rentabilität) und Liquiditätsdefizit (Minimierung des Liquiditäts- und Insolvenzrisikos) sind zu vermeiden. Für ein ganzheitliches Bild der Finanzsituation im Unternehmen ist der Liquiditätsplan ein Element der integrierten Finanzplanung.

## Kreditinstitute
Besonders strenge Regeln gibt es für den liquiditätssensiblen Sektor der Kreditinstitute. Nach § 11 Abs. 1 KWG müssen Kreditinstitute ihre Mittel so anlegen, dass jederzeit eine ausreichende Zahlungsbereitschaft gewährleistet ist. Durch die seit Januar 2007 in allen EU-Mitgliedstaaten geltende Liquiditätsverordnung (LiqV) wurde diese Generalnorm durch konkrete Anforderungen umgesetzt. Danach gilt die Liquidität eines Instituts als ausreichend, wenn die zu ermittelnde Liquiditätskennzahl den Wert eins nicht unterschreitet (§ 2 Abs. 1 LiqV). Seit Januar 2014 verlangt die Kapitaladäquanzverordnung (englische Abkürzung CRR), dass Institute „über liquide Aktiva verfügen müssen, deren Gesamtwert die Liquiditätsabflüsse abzüglich der Liquiditätszuflüsse unter Stressbedingungen abdeckt, damit gewährleistet wird, dass sie über angemessene Liquiditätspuffer verfügen, um sich einem möglichen Ungleichgewicht zwischen Liquiditätszuflüssen und -abflüssen unter erheblichen Stressbedingungen während 30 Tagen stellen zu können“ (Art. 412 Abs. 1 CRR). Art. 413 CRR schuf die gesetzlichen Voraussetzungen für eine stabile Refinanzierung, wonach Banken seit Oktober 2015 insbesondere – mit zunehmendem Erfüllungsgrad bis 2018 – zwei Kennzahlen, die Liquiditätsdeckungsquote (LCR) und die strukturelle Liquiditätsquote (NSFR), einhalten müssen. Die Erfüllung dieser strengen Vorschriften kann im Bankbetrieb nur durch ein detailliertes Treasury-System gewährleistet werden.

## Ziele
Ziel des Liquiditätsplans ist die Aufrechterhaltung der jederzeitigen Liquidität durch Ergreifen rechtzeitiger Vorsorgemaßnahmen. Damit beugt die Liquiditätsplanung etwaigen Unternehmenskrisen vor, die durch Zahlungsunfähigkeit zur Insolvenz führen können.